# قضاء الهرمل
قضاء الهرمل هو أحد أقضية محافظة بعلبك الهرمل وأكثر الأقضية في لبنان نأيا عن التجمعات السكانية والمدن الكبرى إذ يقتصر اتصاله ببقية المناطق على طريقين رئيسيين فقط الأولى عبر قضاء بعلبك والثانية تتصل بمحافظة الشمال عبر جرود قضاء عكار، فضلاُ عن كونه ذو مناخ قاس صيفاً وشتاءاً وأراض شبه جرداء مما جعله من أقل الأقضية كثافة سكانية حيث لا تتجاوز نسبتها ال 66 شخصاً في الكيلومتر الواحد بينما مساحته لا تزيد عن 731 كيلومترا مربعا، أي 6.9 % من المساحة الإجمالية.
يقع قضاء الهرمل في أقصى الشمال من محافظة بعلبك الهرمل ينحدر من أعلى قمة في لبنان القرنة السوداء على ارتفاع 3080 متراً ليعود فيلاقي الحدود مع سوريا وجرود بعلبك في الشمال والشرق.
يحده من الغرب قضاء عكار وقضاء الضنية، ومن الجنوب والشرق قضاء بعلبك، ومن الشمال الحدود مع سوريا.

## مواقع خارجية
- مركز المعلوماتية للتنمية الحلية نسخة محفوظة 1 فبراير 2009 على موقع واي باك مشين.